# Barbara Wolnicka
Barbara Mirosława Wolnicka, z d. Szewczyk (ur. 21 marca 1970 w Katowicach) – polska florecistka, srebrna medalistka olimpijska i dwukrotna medalistka mistrzostw świata. 
Podczas igrzysk olimpijskich w Barcelonie w 1992 roku zajęła 8. miejsce w zawodach drużynowych i 20. w indywidualnych. Na rozgrywanych cztery lata później igrzyskach olimpijskich w Atlancie zajęła odpowiednio 8. i 25. miejsce. Brała też udział igrzyskach olimpijskich w Sydney w 2000 roku, gdzie reprezentacja Polski w składzie: Sylwia Gruchała, Magdalena Mroczkiewicz, Anna Rybicka i Barbara Wolnicka zajęła drugie miejsce w turnieju drużynowym. W rywalizacji indywidualnej tym razem nie startowała.
Na mistrzostwach świata w La Chaux de Fonds w 1998 roku wspólnie z Mroczkiewicz, Gruchałą i Rybicką wywalczyła drużynowo brązowy medal. Podczas mistrzostw świata w Seulu rok później Gruchała, Wolnicka, Mroczkiewicz i Alicja Kryczało zdobyły srebrny medal w tej samej konkurencji.
Ponadto zdobyła brązowy medal w zawodach drużynowych na mistrzostwach Europy w Funchal w 2000 roku.
Brązowa medalistka Letniej Uniwersjady 1991. Wielokrotna medalistka mistrzostw Polski.

## Kariera sportowa
Była zawodniczką Pałacu Młodzieży Katowice, gdzie jej trenerem była Sylwia Julito (1980-1987), GKS Katowice (1987-1989), AZS-AWF Gdańsk (1989-1996) i AZS AWF Katowice (1996-2000). W 1996 ukończyła studia w Akademii Wychowania Fizycznego i Sportu w Gdańsku. W 2000 została odznaczona Złotym Krzyżem Zasługi.

### Igrzyska olimpijskie
- 1992: 8 m. drużynowo (z Katarzyną Felusiak, Moniką Maciejewską, Anną Sobczak i Agnieszką Szuchnicką), 20 m. indywidualnie
- 1996: 8 m. drużynowo (z Katarzyną Felusiak i Anną Rybicką), 25 m. indywidualnie
- 2000: 2 m. drużynowo (z Anną Rybicką, Magdaleną Mroczkiewicz i Sylwią Gruchałą) - wystąpiła tylko w spotkaniu finałowym

### Mistrzostwa świata
- 1991: 18 m. indywidualnie,
- 1993: 42 m. indywidualnie, 7 m. drużynowo
- 1994: 23 m. indywidualnie, 5 m. drużynowo
- 1995: 37 m. indywidualnie, 9 m. drużynowo
- 1998: 8 m. indywidualnie, 3 m. drużynowo (z Anną Rybicką, Magdaleną Mroczkiewicz i Sylwią Gruchałą)
- 1999: 14 m. indywidualnie, 2 m. drużynowo (z Alicją Kryczało, Magdaleną Mroczkiewicz i Sylwią Gruchałą)

### Mistrzostwa Europy
- 2000: 18 m. indywidualnie, 3 m. drużynowo (z Alicją Kryczało, Małgorzatą Wojtkowiak i Sylwią Gruchałą)

### Uniwersjada
- 1991: 4 m. indywidualnie, 3 m. drużynowo (z Anną Sobczak, Agnieszką Szuchnicką, Jolantą Tarnawską i Moniką Maciejewską)

### Mistrzostwa Polski
- indywidualnie: 1989, 1993, 1994, 1997 - 2 m., 1995, 1996, 1998 - 3 m.
- drużynowo: 1989, 1990, 1991, 1993, 1995, 1996 - 1 m., 1997 - 2 m., 1994 - 3 m.